# Semmelweis Klinikák
Semmelweis Klinikák − stacja budapeszteńskiego metra znajdująca się w ciągu niebieskiej linii podziemnej kolejki. Posiada jeden − centralnie ulokowany − peron. 